# هواشناسی میان‌مقیاس

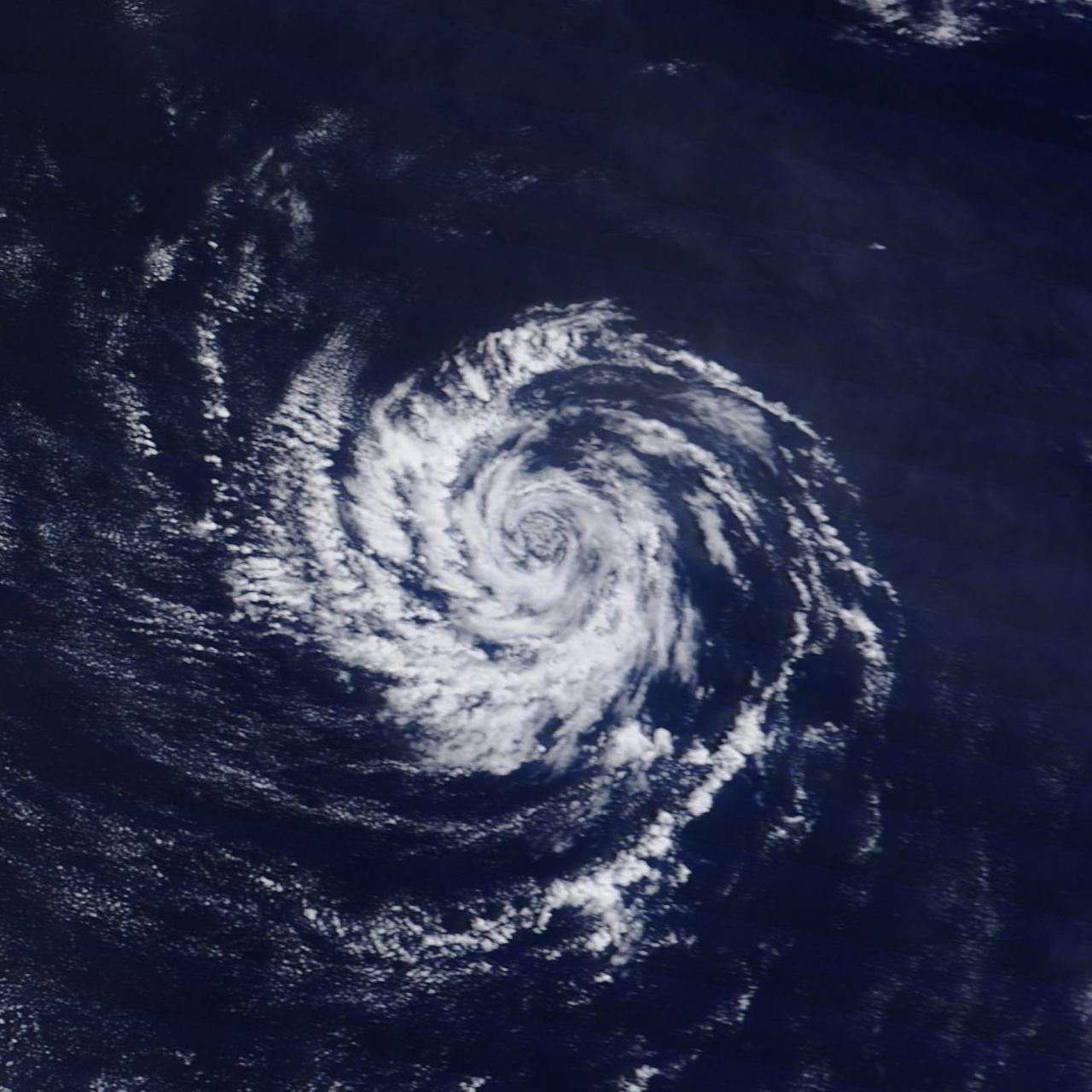
یک تاوه در مقیاس میان-بتا (meso-β)

هواشناسی میان‌مقیاس (انگلیسی: Mesoscale meteorology) به مطالعه سامانه‌های وضع هوا و فرایندهای آن گفته می‌شود که از نظر مقیاس، کوچک‌تر از سامانه‌های مقیاس سینوپتیک است اما از سامانه‌های ریزمقیاس و مقیاس توفان بزرگ‌تر است. ابعاد افقی هواشناسی میان‌مقیاس معمولاً از حدود ۵ کیلومتر (۳ مایل) تا چند صد کیلومتر متغیر است. نسیم دریا، خطوط تندوزه و همتافت‌های همرَفتی میان‌مقیاس نمونه‌هایی از سامانه‌های هواشناسی میان‌مقیاس به‌شمار می‌روند.
در سامانه‌های هواشناسی میان‌مقیاس، به دلیل فرایندهای غیرآب‌ایستایی مانند شتاب شناوری گرمای خیزان یا شتاب از طریق یک گذرگاه کوهستانی باریک، سرعت عمودی اغلب برابر یا بیشتر از سرعت‌های افقی است.

## دسته‌بندی

هواشناسی میان‌مقیاس مطالعه سامانه‌های هوایی مانند خوشه‌های توفان تندری بسیار کوچک است که توسط اولین شبکه‌های رصد وضع هوا قابل انجام نیست.

نخستین شبکه‌های رصد وضع هوا در اواخر دهه ۱۸۰۰ و اوایل دهه ۱۹۰۰ می‌توانستند حرکت و تکامل سامانه‌های بزرگ‌تر و در مقیاس سینوپتیک مانند مراکز پرفشار و کم‌فشار را تشخیص دهند. یا این حال، پدیده‌های هواشناسی کوچک‌تر و بالقوه خطرناک به خوبی توسط شبکه‌های رصد پراکنده ثبت نمی‌شدند. ظهور رادار هواشناسی در اواسط دهه ۱۹۰۰ باعث درک بهتری از رفتار توفان تندری شد و منجر به افزایش شناخت نیاز به مطالعه پدیده‌ها بین مقیاس‌های مورد مطالعه و موجود ریزمقیاس و هواشناسی در مقیاس سینوپتیک (همدیدی) شد. اصطلاح میان‌مقیاس منشأ گرفته از ام.جی.اچ. لیگدا در مؤسسه فناوری ماساچوست است که در سال ۱۹۵۱ نیاز به مطالعه پدیده‌های وضع هوا در چنین مقیاس‌هایی را پیشنهاد کرد.

### زیردسته‌ها
هواشناسی میان‌مقیاس به‌طور گسترده به پدیده‌های هواشناسی بزرگ‌تر از چند کیلومتر مربوط می‌شود، اما کوچک‌تر از آن چیزی است که توسط شبکه‌های رصدی مورد استفاده در نخستین نقشه‌های استاندارد هواشناسی قابل تشخیص بود. رژیم میان‌مقیاس اغلب بر اساس اندازه سامانه‌های هوایی مرتبط به این زیردسته‌ها تقسیم می‌شود:
- میان-آلفا (meso-α)، مقیاس ۲۰۰ تا ۲۰۰۰ کیلومتر از پدیده‌هایی مانند جبهه هوا، خط تندوزه، همتافت همرفتی میان‌مقیاس، چرخند حاره‌ای در لبه کوچک‌تر هواشناسی مقیاس سینوپتیک.[۶]
- میان-بتا (meso-β)، مقیاس ۲۰ تا ۲۰۰ کیلومتر از پدیده‌هایی مانند میان‌چرخند، نسیم دریا و توفان‌های برف متأثر از دریاچه. میان‌مقیاس اغلب به‌طور خاص به مقیاس مزو-β اشاره دارد.[۷]
- میان-گاما (meso-γ)، مقیاس ۲ تا ۲۰ کیلومتر از پدیده‌هایی مانند همرفت جوی، جریان پیچیده زمین (در لبه هواشناسی ریزمقیاس که به‌نام مقیاس توفان نیز شناخته می‌شود).

باید توجه داشت که چرخندهای حاره‌ای و جنب‌حاره‌ای توسط مرکز ملی توفند به عنوان پدیده‌هایی در مقیاس سینوپتیک طبقه‌بندی می‌شوند و جزء پدیده‌های میان‌مقیاس به‌شمار نمی‌روند.